# 今夜かしら明日かしら
「今夜かしら明日かしら」（こんやかしらあしたかしら）は、テレサ・テンの日本でのデビューシングル曲である。1974年3月1日にポリドール・レコード（レコード品番：DR 1835）からEP盤形式でリリースされた。また、テレサ自身によって、「不論今宵或明天」というタイトルで中国語版としてもカバーされた。

## 概要
山上路夫が作詞、筒美京平が作曲、佐々木幸男がプロデューサー、武藤義がジャケット撮影を務めている。演奏はケニー・ウッド・オーケストラが担当。このLP盤の売り上げ不振から、その後演歌・歌謡曲路線に転向した。

## 収録曲
1. 今夜かしら明日かしら [2:58]
作詞：山上路夫、作曲：筒美京平、編曲：高田弘
2. 雨にぬれた花 [3:20]
作詞：山上路夫、作曲：筒美京平、編曲：高田弘